# Benjamin Jones (kolarz)
Benjamin Jones (ur. 2 stycznia 1882 w Leigh, zm. 20 sierpnia 1963 w Johannesburgu) – brytyjski kolarz torowy, mistrz olimpijski oraz mistrz świata.

## Kariera
Pierwsze sukcesy w karierze Benjamin Jones osiągnął w 1908 roku, kiedy zdobył trzy medale podczas igrzysk olimpijskich w Londynie. Najpierw zajął drugie miejsce w wyścigu na 20 km, w którym uległ jedynie swemu rodakowi Clarence’owi Kingsbury’emu, a następnie wspólnie z Kingsburym, Leonem Meredithem i Ernestem Payne’em zdobył złoty medal w drużynowym wyścigu na dochodzenie. Ponadto Jones zwyciężył również w rywalizacji na dystansie 5000 m. Kilkanaście dni później Brytyjczyk wystartował na mistrzostwach świata w Lipsku, gdzie zdobył srebrny medal w sprincie indywidualnym amatorów, przegrywając tylko z innym reprezentantem Wielkiej Brytanii – Victorem Johnsonem. Ponadto dwukrotnie zdobywał mistrzostwo kraju w wyścigu na 5 mil (1908 i 1910).